# Lesse (Libin)
ñ
Lesse est un hameau de la commune belge de Libin située en Région wallonne dans la province de Luxembourg. Avant la fusion des communes de 1977, il faisait partie de la commune de Redu.

## Géographie
Lesse est traversé par la rivière du même nom, un affluent de la Meuse. Le hameau est principalement situé sur la rive droite de la Lesse et principalement constitué d'une vingtaine d'anciennes fermes et fermettes en moellons de grès construites au cours du XIXe siècle.

## Patrimoine
La chapelle Notre-Dame de Walcourt est située sur les hauteurs du hameau.
 Patrimoine classé (1992, no 84035-CLT-0002-01)